# 西山教行
西山 教行（にしやま のりゆき、1961年 - ）は、日本の言語教育学者。京都大学大学院人間・環境学研究科共生人間学専攻外国語教育論講座教授。専門はフランス語教育学、言語政策。

## 略歴
海城高等学校卒、1984年明治大学文学部文学科仏文学専攻卒業、1991年同大学院博士後期課程満期退学。1990年ポール・ヴァレリー大学（モンペリエ第3大学）専門研究課程 (DEA) 修了。1999年新潟大学経済学部助教授、2005年京都大学大学院人間・環境学研究科助教授、2007年准教授、2012年教授。

## 専門分野
- フランス語教育学
- 言語政策

## 共編著
- 『シャンソンによるエチュード』藤井宏尚共著 朝日出版社 1995
- 『グラメールアクティーヴ 文法で複言語・複文化』大木充、ジャン=フランソワ・グラヅィアニ共著 朝日出版社 2010
- 『現代フランス社会を知るための62章』三浦信孝共編著 明石書店 エリア・スタディーズ 2010
- 『複言語・複文化主義とは何か ヨーロッパの理念・状況から日本における受容・文脈化へ』細川英雄共編 くろしお出版 リテラシーズ叢書 2010
- 『マルチ言語宣言 なぜ英語以外の外国語を学ぶのか』大木充共編 京都大学学術出版会 2011
- 『「グローバル人材」再考 言語と教育から日本の国際化を考える』平畑奈美共編著 くろしお出版 2014
- 『異文化間教育とは何か グローバル人材育成のために』細川英雄、大木充共編 くろしお出版 リテラシーズ叢書 2015
- 『世界と日本の小学校の英語教育 早期外国語教育は必要か』大木充共編著 明石書店 2015

### 翻訳
- ルイ=ジャン・カルヴェ『言語政策とは何か』白水社 文庫クセジュ 2000
- ルイ=ジャン・カルヴェ『言語戦争と言語政策』三元社 2010。砂野幸稔・今井勉・佐野直子・中力えり共訳
- アントワーヌ・メイエ『ヨーロッパの言語』岩波文庫 2017
- クロード・トリュショ『多言語世界ヨーロッパ』大修館書店 2019。國枝孝弘・平松尚子共訳

## 論文
- CiNii>西山教行